# 六里橋駅
座標: 北緯39度52分43.52秒 東経116度17分48.53秒 / 北緯39.8787556度 東経116.2968139度

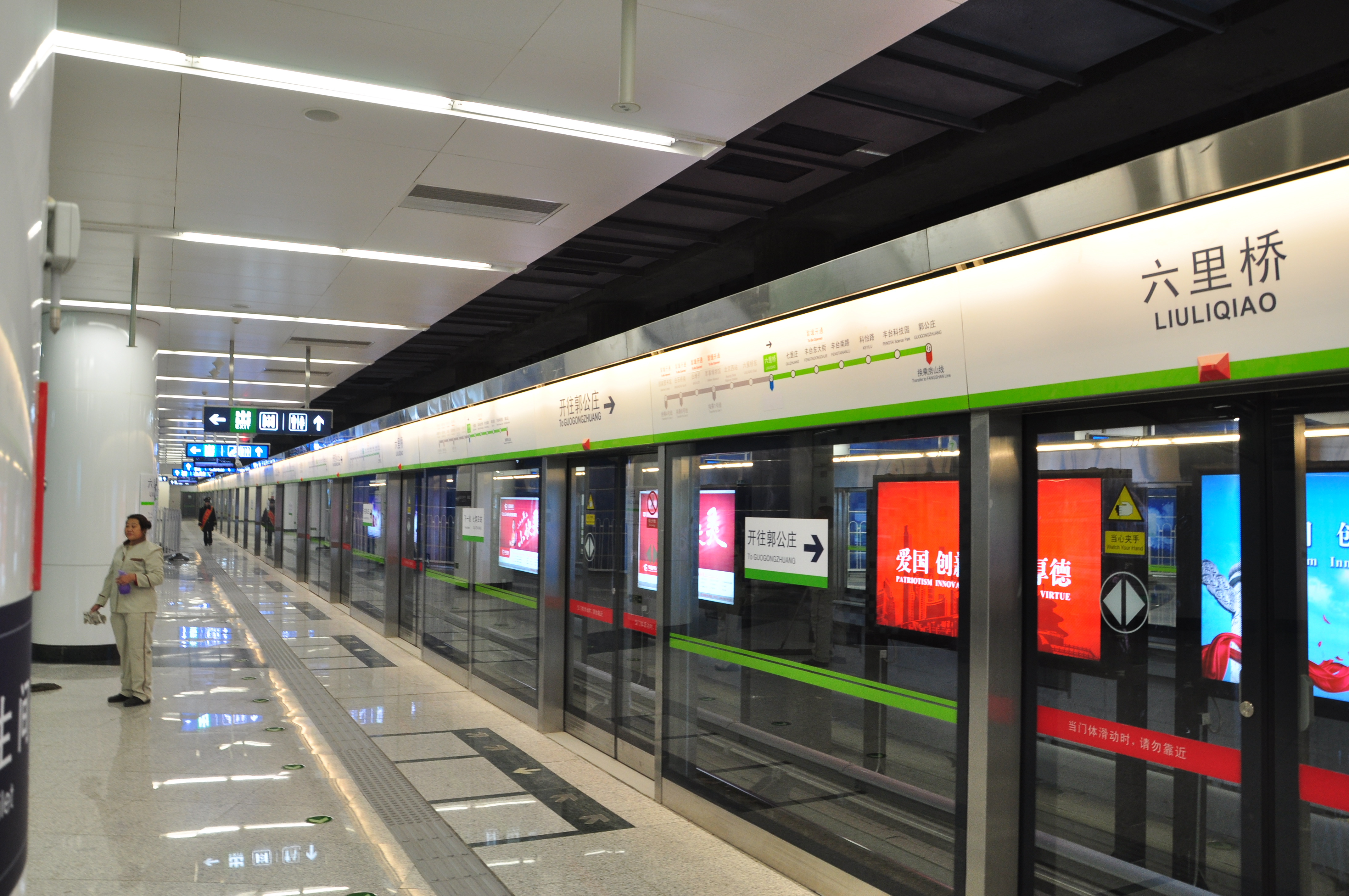
ホーム

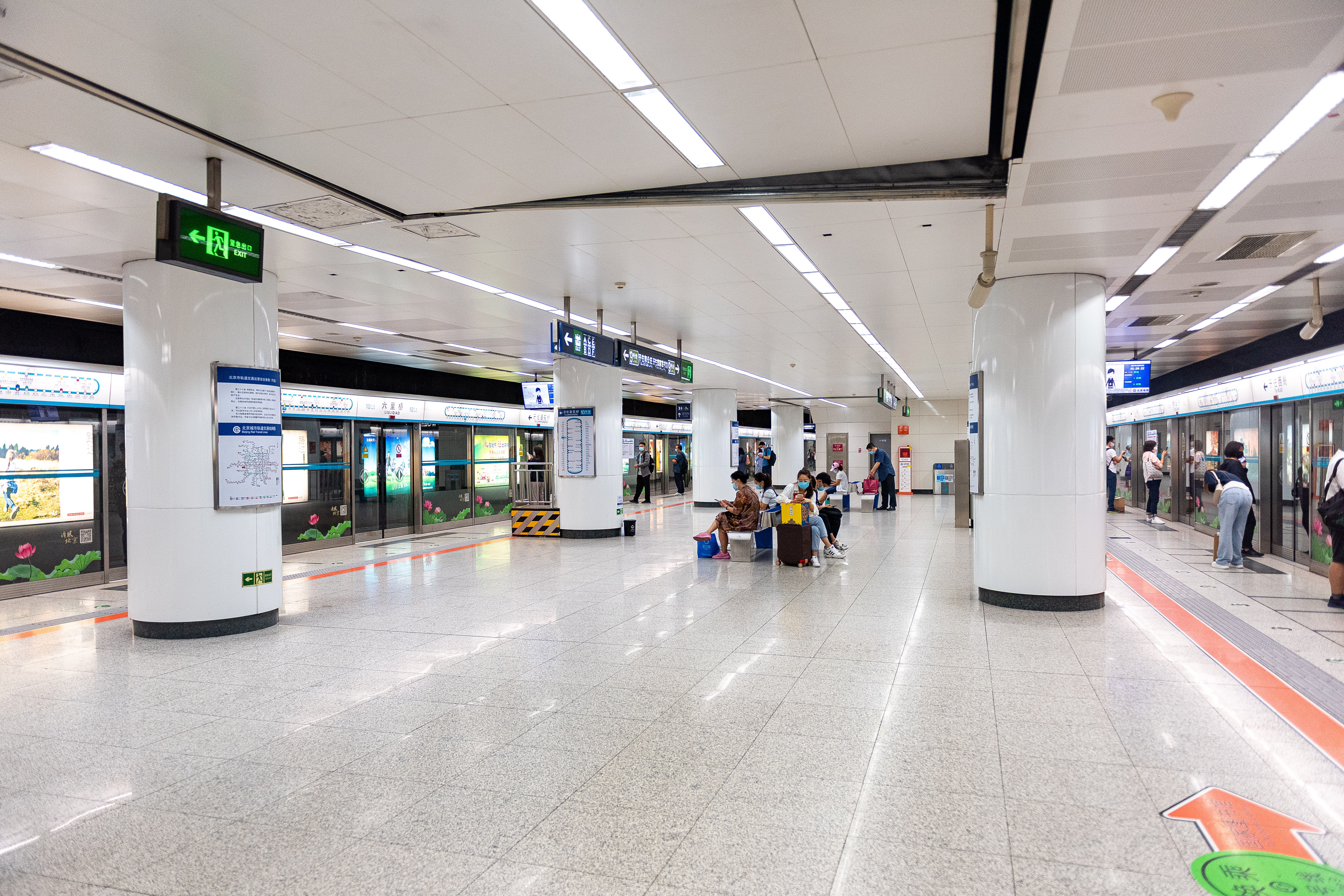
10号線ホーム

六里橋駅（ろくりきょうえき）は、中華人民共和国北京市豊台区に位置する北京地下鉄9号線、10号線の駅である。

## 駅構造
9号線は相対式ホーム2面2線を有しており、10号線は島式ホーム1面2線となる予定である。

## 駅周辺
- 六里橋

## 歴史
- 2011年12月31日 - 9号線開業。
- 2012年12月30日 - 10号線開業。

## 隣の駅
北京地下鉄
■9号線
六里橋東駅 - 六里橋駅 - 七里荘駅
■10号線
西局駅 - 六里橋駅 - 蓮花橋駅